# Heybridge
Heybridge är en by och en civil parish i Maldon i Essex i England. Orten har 8 175 invånare (2011). Byn nämndes i Domedagsboken (Domesday Book) år 1086, och kallades då Tidwoldituna.